# René van der Gijp
René van der Gijp (Dordrecht, 4 april 1961) is een Nederlands copresentator. Hij is te zien in Vandaag Inside op SBS6. Voorheen was hij profvoetballer.
Gedurende zijn veertienjarige betaald-voetbalcarrière speelde Van der Gijp in de Eredivisie voor Sparta Rotterdam, PSV en sc Heerenveen. Buiten Nederland was de rechtsbuiten actief voor het Belgische Lokeren en de Zwitserse clubs Neuchâtel Xamax en FC Aarau. Ook kwam hij evenals zijn vader Wim en diens broer Cor uit voor het Nederlands elftal; tussen 1983 en 1988 speelde hij vijftien interlands.
Na het beëindigen van zijn spelersloopbaan verwierf Van der Gijp bekendheid op televisie als sidekick in de talkshow Voetbal/Veronica Inside. Zijn bijdrage aan VI leverde hem in 2011 een nominatie op voor de Televizier Talent Award. De biografieën Gijp (2013) en De wereld volgens Gijp (2017) werden bestsellers en bekroond met de NS Publieksprijs.
Sinds 2023 is Van der Gijp een van de vaste gasten van de podcast KieftJansenEgmondGijp.

## Voetbalcarrière

### Clubcarrière
Van der Gijp begon met voetballen bij DFC in zijn geboorteplaats Dordrecht. In 1976 ging hij spelen in de B-jeugd van Feyenoord. Hans Kraay jr. was daar een van zijn ploeggenoten. Na een jaar werd hij echter weggestuurd bij Feyenoord en ging hij op advies van Hans Kraay sr. naar Sparta Rotterdam. Twee jaar later debuteerde de rechtsbuiten daar in het eerste elftal, bestaande uit onder meer Louis van Gaal, Arie van Staveren, Luuk Balkestein, Adri van Tiggelen, Danny Blind, Ruud Geels, Ronald Lengkeek, Gerard van der Lem, Geert Meijer, Dick Advocaat en David Loggie.

Na vier seizoenen verliet Van der Gijp Sparta in 1983 en ging hij in België spelen voor Lokeren. Hier speelde hij in zijn eerste seizoen voor het eerst in zijn carrière Europees voetbal. In vier UEFA Cup-wedstrijden wist hij tweemaal het net te vinden.

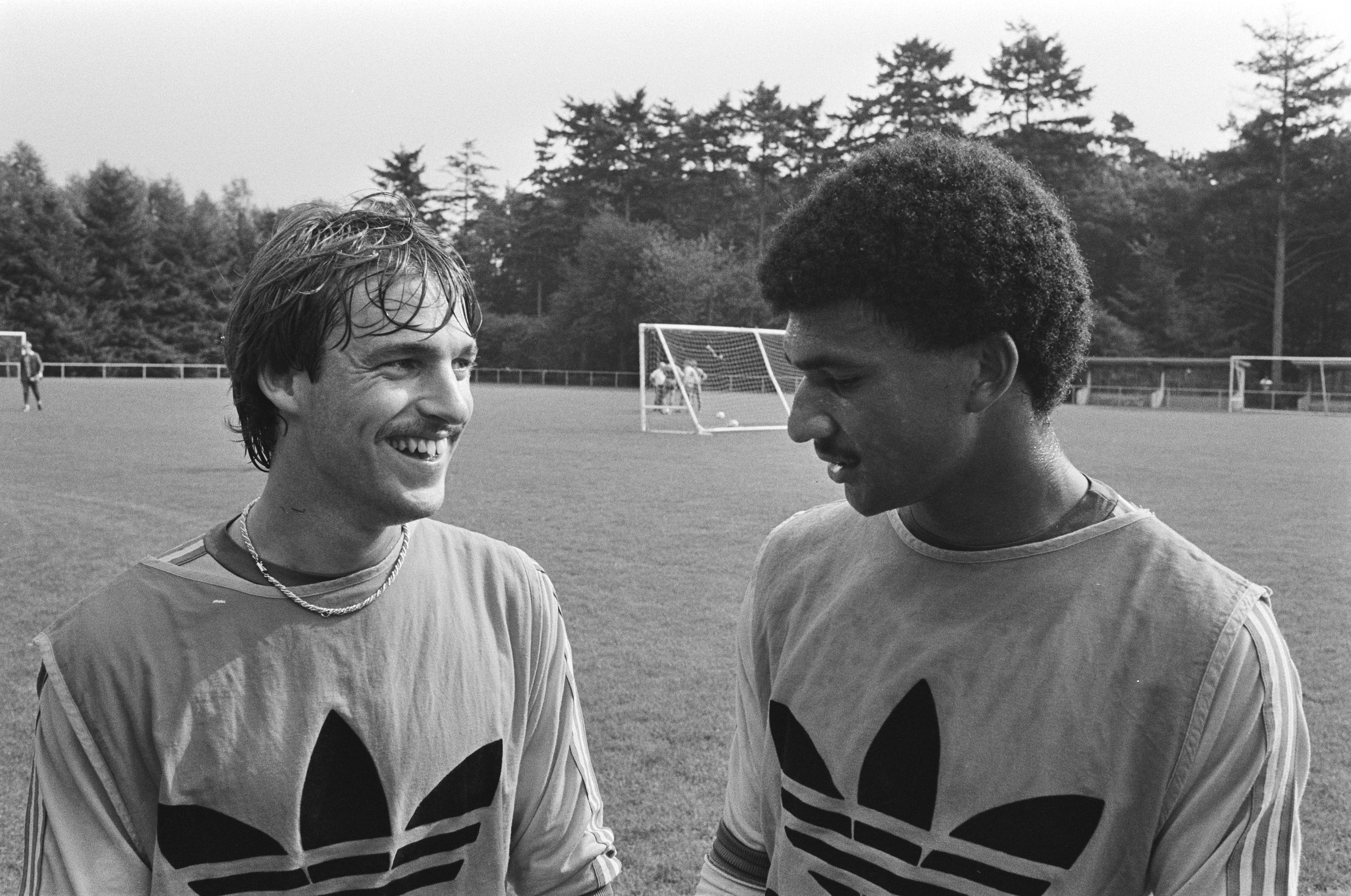
Van der Gijp en Ruud Gullit bij Oranje twee dagen voor EK-kwalificatieduel Nederland-Ierland (0-1) (20 september 1982).

 Na tweeënhalf seizoen keerde Van der Gijp in november 1984 terug in Nederland om te gaan voetballen bij PSV. Bij de Eindhovense club kende Van der Gijp de succesvolste jaren uit zijn carrière, waarin hij tweemaal landskampioen werd en meer dan veertig goals scoorde. Op 1 juli 1987 vertrok Van der Gijp bij PSV, waar hij had samengespeeld met onder anderen Ernie Brandts, Hallvar Thoresen, Glenn Hysén, Kenneth Brylle, Ruud Gullit, Frank Arnesen, Gerald Vanenburg en Ronald Koeman. Zijn nieuwe club werd het Zwitserse Neuchâtel Xamax van trainer Gilbert Gress. Bij Neuchatel Xamax veronderstelde men met rechterspits Van der Gijp een kopsterke centrumspits in huis te hebben gehaald, terwijl Van der Gijp nog nooit op die positie had gespeeld. Desondanks werd Neuchâtel Xamax met Van der Gijp in de ploeg landskampioen en won het ook twee keer de Zwitserse supercup. In Zwitserland speelde hij verder nog anderhalf seizoen voor FC Aarau, alvorens hij terugkeerde bij zijn oude club Sparta. Na een half seizoen bij de Spangense ploeg speelde hij de laatste twee jaar van zijn carrière voor sc Heerenveen, waar hij uiteindelijk in 1992 zijn loopbaan beëindigde.

### Interlandcarrière

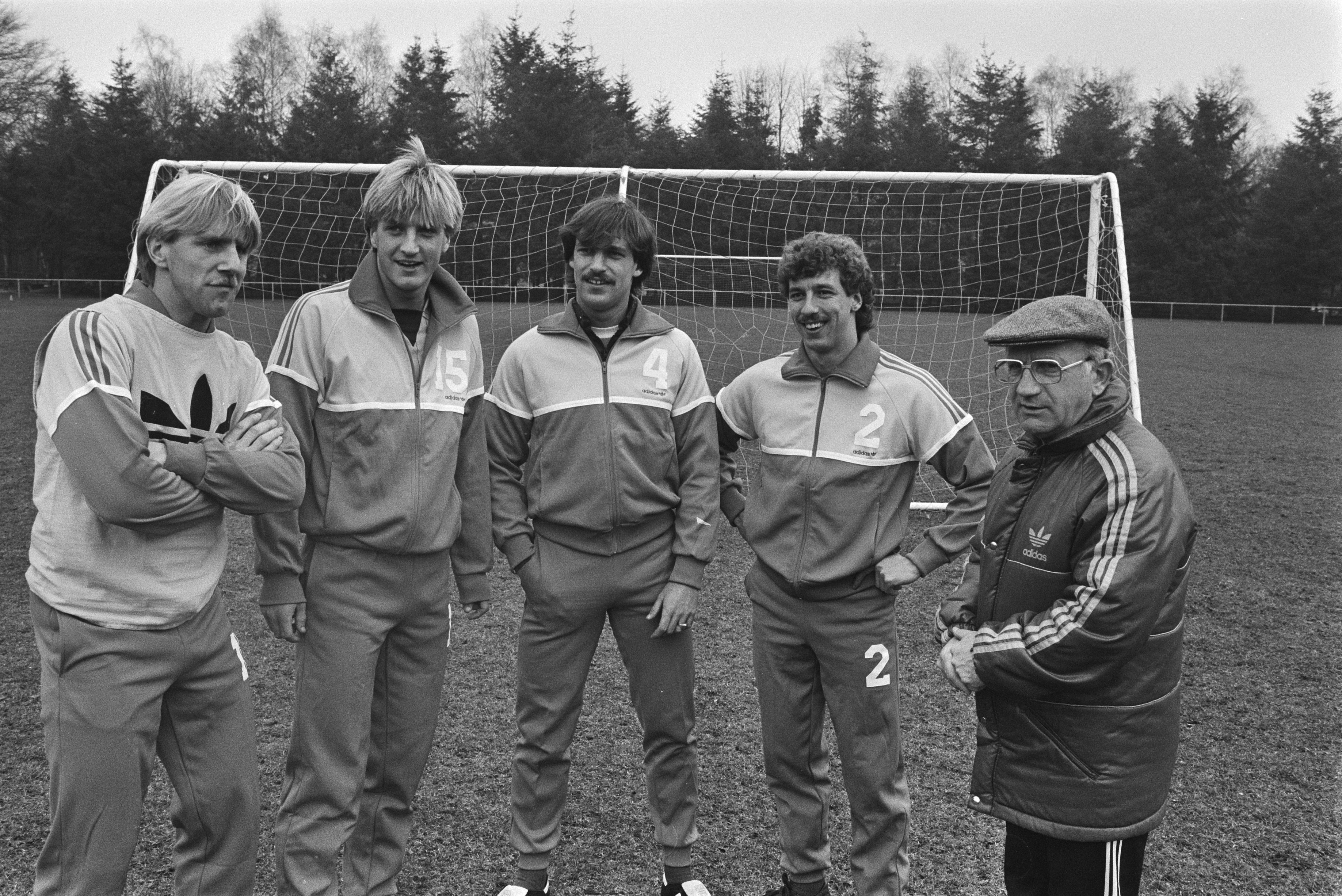
V.l.n.r.: Hoekstra, Kieft, Van der Gijp, Holverda en Rijvers trainen voor duel Nederland-Denemarken (13-3-1984).

In 1983 werd Van der Gijp voor het eerst opgeroepen voor het Nederlands elftal door toenmalig bondscoach Kees Rijvers. Hij maakte op 22 september 1983 zijn interlanddebuut, in een EK-kwalificatiewedstrijd thuis tegen Ierland (0-1). Van der Gijp werd daarmee de tweede Oranje-international in de geschiedenis wiens vader ook in het Nederlands elftal speelde. Hij zou uiteindelijk vijftien interlands spelen waarin hij twee doelpunten maakte, beide gescoord in een vriendschappelijke wedstrijd op 14 maart 1985 tegen Denemarken (uitslag 2-0). In Oranje speelde Van der Gijp voor het merendeel samen met Ruud Gullit, Hans van Breukelen, Ronald Spelbos, Frank Rijkaard, Ben Wijnstekers, Marco van Basten, Sonny Silooy, Peter Boeve, Willy van de Kerkhof en Adri van Tiggelen.
René is de derde Van der Gijp die voor het Nederlands elftal heeft mogen uitkomen. Zowel zijn oom Cor van der Gijp als zijn vader Wim van der Gijp droegen het Oranje-tricot. Vaak wordt René gewezen op het feit dat hij niet alles uit zijn carrière heeft weten te halen. Kenners menen dat hij met zijn talent meer interlands had kunnen spelen en misschien wel bij een Europese topclub aan de slag had kunnen gaan. Zelf zet hij hier echter zijn vraagtekens bij.
| Interlands van René van der Gijp voor Nederland | Interlands van René van der Gijp voor Nederland | Interlands van René van der Gijp voor Nederland | Interlands van René van der Gijp voor Nederland | Interlands van René van der Gijp voor Nederland | Interlands van René van der Gijp voor Nederland | Interlands van René van der Gijp voor Nederland |
| №                                               | Datum                                           | Wedstrijd                                       | Uitslag                                         | Soort wedstrijd                                 | Doelpunten                                      | Speeltijd                                       |
| Als speler bij KSC Lokeren Oost-Vlaanderen      | Als speler bij KSC Lokeren Oost-Vlaanderen      | Als speler bij KSC Lokeren Oost-Vlaanderen      | Als speler bij KSC Lokeren Oost-Vlaanderen      | Als speler bij KSC Lokeren Oost-Vlaanderen      | Als speler bij KSC Lokeren Oost-Vlaanderen      | Als speler bij KSC Lokeren Oost-Vlaanderen      |
| ----------------------------------------------- | ----------------------------------------------- | ----------------------------------------------- | ----------------------------------------------- | ----------------------------------------------- | ----------------------------------------------- | ----------------------------------------------- |
| 1.                                              | 22 september 1982                               | Nederland – Ierland                             | 0 – 1                                           | Kwalificatie EK 1984                            | 0                                               | Volledige wedstrijd                             |
| 2.                                              | 10 november 1982                                | Nederland – Frankrijk                           | 1 – 2                                           | Vriendschappelijk                               | 0                                               | 46' (voor Frank Rijkaard)                       |
| 3.                                              | 16 februari 1983                                | Spanje – Nederland                              | 1 – 0                                           | Kwalificatie EK 1984                            | 0                                               | Volledige wedstrijd                             |
| 4.                                              | 27 april 1983                                   | Nederland – Zweden                              | 0 – 3                                           | Vriendschappelijk                               | 0                                               | Volledige wedstrijd                             |
| 5.                                              | 14 maart 1984                                   | Nederland – Denemarken                          | 2 – 0                                           | Vriendschappelijk                               | 2                                               | Volledige wedstrijd                             |
| 6.                                              | 17 oktober 1984                                 | Nederland – Hongarije                           | 1 – 2                                           | Kwalificatie WK 1986                            | 0                                               | Volledige wedstrijd                             |
| Als speler bij PSV                              |                                                 |                                                 |                                                 |                                                 |                                                 |                                                 |
| 7.                                              | 14 november 1984                                | Oostenrijk – Nederland                          | 1 – 0                                           | Kwalificatie WK 1986                            | 0                                               | 33' (voor Peter Boeve)                          |
| 8.                                              | 23 februari 1985                                | Cyprus – Nederland                              | 0 – 1                                           | Kwalificatie WK 1986                            | 0                                               | 77' (door Ronald Koeman)                        |
| 9.                                              | 27 februari 1985                                | Nederland – Cyprus                              | 7 – 1                                           | Kwalificatie WK 1986                            | 0                                               | 77' (voor Ruud Gullit)                          |
| 10.                                             | 1 mei 1985                                      | Nederland – Oostenrijk                          | 1 – 1                                           | Kwalificatie WK 1986                            | 0                                               | 77' (door Rob de Wit)                           |
| 11.                                             | 19 november 1986                                | Nederland – Polen                               | 0 – 0                                           | Kwalificatie EK 1988                            | 0                                               | 74' (voor Simon Tahamata)                       |
| 12.                                             | 21 december 1986                                | Cyprus – Nederland                              | 0 – 2                                           | Kwalificatie EK 1988                            | 0                                               | Volledige wedstrijd                             |
| 13.                                             | 21 januari 1987                                 | Spanje – Nederland                              | 1 – 1                                           | Vriendschappelijk                               | 0                                               | Volledige wedstrijd                             |
| 14.                                             | 25 maart 1987                                   | Nederland – Griekenland                         | 1 – 1                                           | Kwalificatie EK 1988                            | 0                                               | 83' (door Aron Winter)                          |
| 15.                                             | 29 april 1987                                   | Nederland – Hongarije                           | 2 – 0                                           | Kwalificatie EK 1988                            | 0                                               | 79' (voor John van 't Schip)                    |

Bijgewerkt t/m 30 april 1987

## Mediacarrière

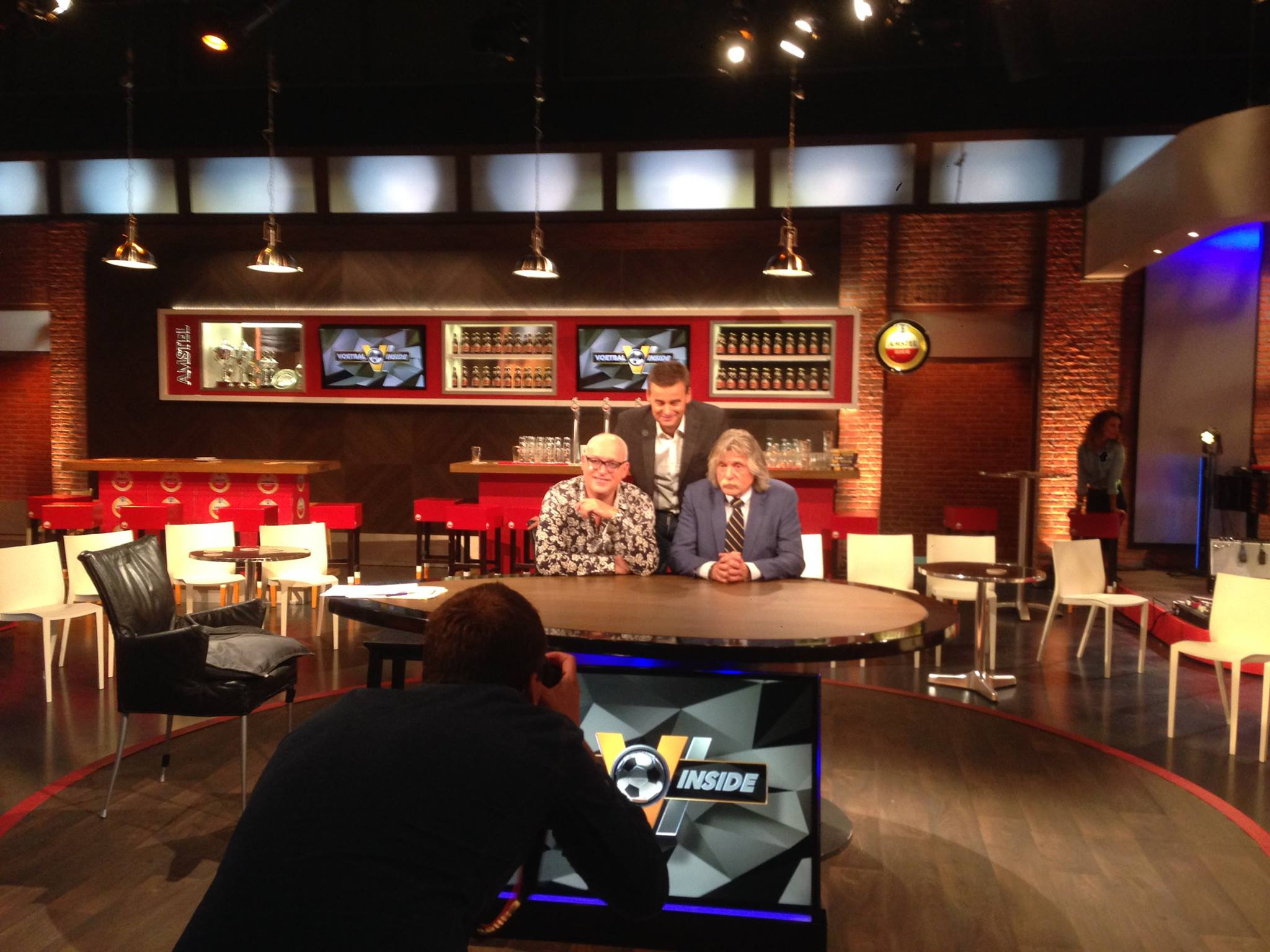
Sinds 2008 vormt Van der Gijp een vast trio met Wilfred Genee en Johan Derksen.

Van der Gijp, die tijdens zijn voetbalcarrière bekendstond om de grappen die hij uithaalde met publiek en tegenstanders, werd na zijn spelersloopbaan actief in de media. In 1995 maakte hij een parodie over spiritueel medium Jomanda, die toentertijd onder vuur lag in de media. Het nummer 'Geef me hoop Jomanda', een cover van 'Give me hope Joanna' van Eddy Grant, kwam op nummer 21 in de Mega Top 50 en op nummer 28 in de Top 40. Ook maakte Van der Gijp een nieuwe variant op 'Het busje komt zo' van Höllenboer, genaamd 'M'n zusje komt zo'. Dit nummer stond enige tijd op nummer 1 in Suriname. Ook maakte hij samen met zijn goede vriend Mario Been onder de naam Koek en Zopie het carnavalsnummer 'In ons klein café'.
De grootste bekendheid vergaarde Van der Gijp met de populaire voetbaltalkshow Voetbal Inside, tegenwoordig Veronica Inside. In dit programma vormt hij sinds 2008 een vast trio met Johan Derksen en Wilfred Genee. Van der Gijp en Derksen kennen elkaar sinds begin jaren zeventig, toen Derksen als speler van SC Veendam regelmatig oppaste op het puberende neefje van zijn trainer Cor van der Gijp.
In 2010 werd Van der Gijp genomineerd voor de Televizier Talent Award. Hoewel hij op de eerste plaats stond in de peilingen ging de prijs uiteindelijk naar Jan Kooijman. In september 2011 trok Van der Gijp zich tijdelijk terug uit het programma nadat hij last kreeg van een burn-out en paniekaanvallen. Tijdens diezelfde periode won VI vrij verrassend de Gouden Televizier-Ring. Begin januari 2012 was Van der Gijp weer voldoende hersteld van zijn psychische klachten en keerde hij terug aan tafel bij VI. Naast de voetbaltalkshow is hij regelmatig op televisie te zien als analist bij RTL 7, Veronica en SBS6.
Op 2 september 2020 staat van der Gijp met de theatershow GIJP Live! in Rotterdam Ahoy. Sinds januari 2022 is Gijp iedere werkdag, vanaf 2025 niet meer op woensdag, als vaste gast te zien het SBS6-programma Vandaag Inside, samen met Wilfred Genee en Johan Derksen.

### Ophef
Van der Gijp, Derksen en Genee behandelen aan tafel de actualiteiten in en buiten het voetbal, en nemen daarbij mensen op de hak met een flinke portie voetbalhumor en kroegpraat. Dit heeft meerdere malen voor controverses gezorgd in de media.
In augustus 2013 zei Van der Gijp naar aanleiding van een KNVB-boot die meevoer tijdens de Amsterdam Gay Pride: 'voetbal is geen sport voor homo’s. Als je homo bent, dan ga je gewoon in een kapperszaak werken.' Ook Johan Boskamp liet zich negatief uit over dit onderwerp. De KNVB en diverse bekende Nederlanders reageerden woedend op deze uitspraken. Het programma besteedde, naar aanleiding van de uitspraken van Van der Gijp en Boskamp, aandacht voor homo-acceptatie op het voetbalveld. Daarvoor had men de homoseksuele ex-profvoetballer John de Bever en zanger Gerard Joling in de studio uitgenodigd.
Begin februari 2018 maakten Derksen en Van der Gijp grappen over de Belgische journalist en auteur Bo Van Spilbeeck die kort daarvoor uit de kast was gekomen als transgender. Van der Gijp zei voor het laatste reclameblok dat hij voortaan als Renate van der Gijp door het leven zou gaan. Na de reclame had hij een jurk aan en een pruik op. Het leidde tot luid gelach in de studio. Derksen noemde transgenders niet normaal. De vertoning riep veel negatieve reacties op, onder meer van sociale organisaties, politieke partijen en bekende Nederlanders. Belangenorganisaties TNN & COC noemden de actie 'treurig' en riepen opnieuw op tot een sponsorboycot. Ondanks de negatieve reacties kreeg Van der Gijp veel steun van de trouwe VI-kijkers. In de eerstvolgende uitzending reageerde Van der Gijp op de commotie: 'Nou, ik heb inderdaad niks tegen homo’s, transgenders en lesbiennes. Het zal mij een zorg zijn wat ze doen. Onze kijkers weten heel goed wanneer het een grap is en ze zijn niet volslagen idioot. We zijn helemaal doorgeslagen in dit land.'

### Boeken
Van der Gijp was jarenlang columnist voor het voetbalmagazine Voetbal International. In de zomer van 2012 verscheen het boek Gijp. In het boek, geschreven door Michel van Egmond, wordt zowel de voetbal- als tv-carrière van Van der Gijp toegelicht en wordt er dieper ingegaan op de burn-out die ervoor zorgde dat hij in 2011 een tijd lang niet te zien was in het televisieprogramma. In totaal werden meer dan 350.000 exemplaren verkocht. Het stond zeven weken op de eerste plaats in De Bestseller 60 en was het op drie na bestverkochte Nederlandse boek van dat jaar. Op 15 oktober 2013 won het in een tv-uitzending van De Wereld Draait Door de NS Publieksprijs. Michel van Egmond ontving in aanwezigheid van Van der Gijp een sculptuur van kunstenaar Jeroen Henneman, een geldbedrag van 7.500 euro en een eersteklasjaarabonnement van de NS. Het vervolgboek De wereld volgens Gijp (2016) werd eveneens een bestseller (drie weken op nummer een) en bekroond met de NS Publieksprijs.

## Privéleven
Van der Gijp is van 1988 tot 1995 getrouwd geweest met Jacqueline Laats, de moeder van zijn eerste zoon (geb. 1990). Zij bracht in 2014 een boek uit over dit huwelijk met de titel Voorgoed genezen van René van der Gijp. In het boek beschrijft de ex-vrouw haar onstuimige huwelijk met René van der Gijp waarin zij mentaal en fysiek was mishandeld. René van der Gijp reageerde niet inhoudelijk op de aantijgingen.
Na zijn huwelijk had Van der Gijp tot 2014 een latrelatie met Daniëlle Sijthoff, de dochter van de in 2006 overleden oud-wielrenner Theo Sijthoff. Met haar kreeg hij in 2001 ook een zoon. In maart 2016 overleed zij op 46-jarige leeftijd.
Op 27 april 2020, Koningsdagavond, werd Van der Gijp voor zijn huis in Dordrecht aangevallen door drie mannen gekleed in het zwart met witte maskers op en hamers toen hij thuis kwam van een live uitzending van Veronica Inside. Door kogelwerend glas in zijn auto wisten de criminelen hem geen leed aan te brengen. Twee maanden voor de roofoverval werd er al ingebroken bij Van der Gijp thuis. Hij was hier toen vrij laconiek over. Van der Gijp heeft de politie gebeld, net als zijn zoon om te zeggen dat die binnen moest blijven en heeft vervolgens rondgereden tot de politie ter plekke was. De politie heeft gezegd hier werk van te maken; ook nam de burgemeester van Dordrecht deze situatie zeer serieus. Van der Gijp heeft na het incident extra beveiliging genomen.
Op 16 juli 2020 hertrouwde Van der Gijp met Minouche de Jong.

## Statistieken
| Seizoen | Club              | Competitie        | Wedstrijden | Doelpunten |
| ------- | ----------------- | ----------------- | ----------- | ---------- |
| 1978/79 | Sparta Rotterdam  | Eredivisie        | 3           | 1          |
| 1979/80 | Sparta Rotterdam  | Eredivisie        | 24          | 3          |
| 1980/81 | Sparta Rotterdam  | Eredivisie        | 33          | 17         |
| 1981/82 | Sparta Rotterdam  | Eredivisie        | 23          | 8          |
| 1982/83 | KSC Lokeren       | Eerste Klasse     | 32          | 12         |
| 1983/84 | KSC Lokeren       | Eerste Klasse     | 25          | 4          |
| 1984/85 | KSC Lokeren       | Eerste Klasse     | 9           | 2          |
| 1984/85 | PSV               | Eredivisie        | 21          | 10         |
| 1985/86 | PSV               | Eredivisie        | 30          | 13         |
| 1986/87 | PSV               | Eredivisie        | 32          | 20         |
| 1987/88 | 0Neuchâtel Xamax  | Nationalliga A    | 19          | 6          |
| 1988/89 | 0FC Aarau         | Nationalliga A    | 30          | 8          |
| 1989/90 | 0FC Aarau         | Nationalliga A    | 6           | 1          |
| 1989/90 | Sparta Rotterdam  | Eredivisie        | 17          | 0          |
| 1990/91 | sc Heerenveen     | Eredivisie        | 19          | 5          |
| 1991/92 | sc Heerenveen     | Eerste divisie    | 13          | 1          |
| Totaal  | Totaal            | Totaal            | 336         | 111        |
| 1982–87 | Nederlands elftal | Nederlands elftal | 15          | 2          |

## Erelijst
Als speler
| Competitie                  |        |                  |     |     |
| Competitie                  | Aantal | Jaren            |     |     |
| PSV                         | PSV    | PSV              | PSV | PSV |
| --------------------------- | ------ | ---------------- | --- | --- |
| Eredivisie                  | 2×     | 1985/86, 1986/87 |     |     |
| Neuchâtel Xamax             |        |                  |     |     |
| Nationalliga A              | 1×     | 1987/88          |     |     |
| Schweizer Fussball-Supercup | 2×     | 1987, 1988       |     |     |

Mediacarrière
- 2010: Televizier Talent Award (nominatie)
- 2011: Gouden Televizier-Ring (Voetbal International)
- 2013: NS Publieksprijs (Gijp, Michel van Egmond)
- 2016: RTL Walk Of Fame (Voetbal Inside)
- 2017: NS Publieksprijs (De wereld volgens Gijp, Michel van Egmond)
- 2017: Gouden Mossel (uitgereikt door de stad Rotterdam)

## Discografie

### Singles
| Single met eventuele hitnotering(en) in de Nederlandse Top 40 | Datum van verschijnen | Datum van binnenkomst | Hoogste positie | Aantal weken | Opmerkingen                        |
| ------------------------------------------------------------- | --------------------- | --------------------- | --------------- | ------------ | ---------------------------------- |
| 'Geef me hoop Jomanda'                                        | 1995                  | 21-01-1995            | 28              | 5            | als 'Gijp' / #21 in de Mega Top 50 |
| 'M'n zusje komt zo'                                           | 1995                  |                       |                 |              |                                    |
| 'In ons klein café'                                           |                       |                       |                 |              | met Mario Been als 'Koek en Zopie' |